# Bertil Cleve

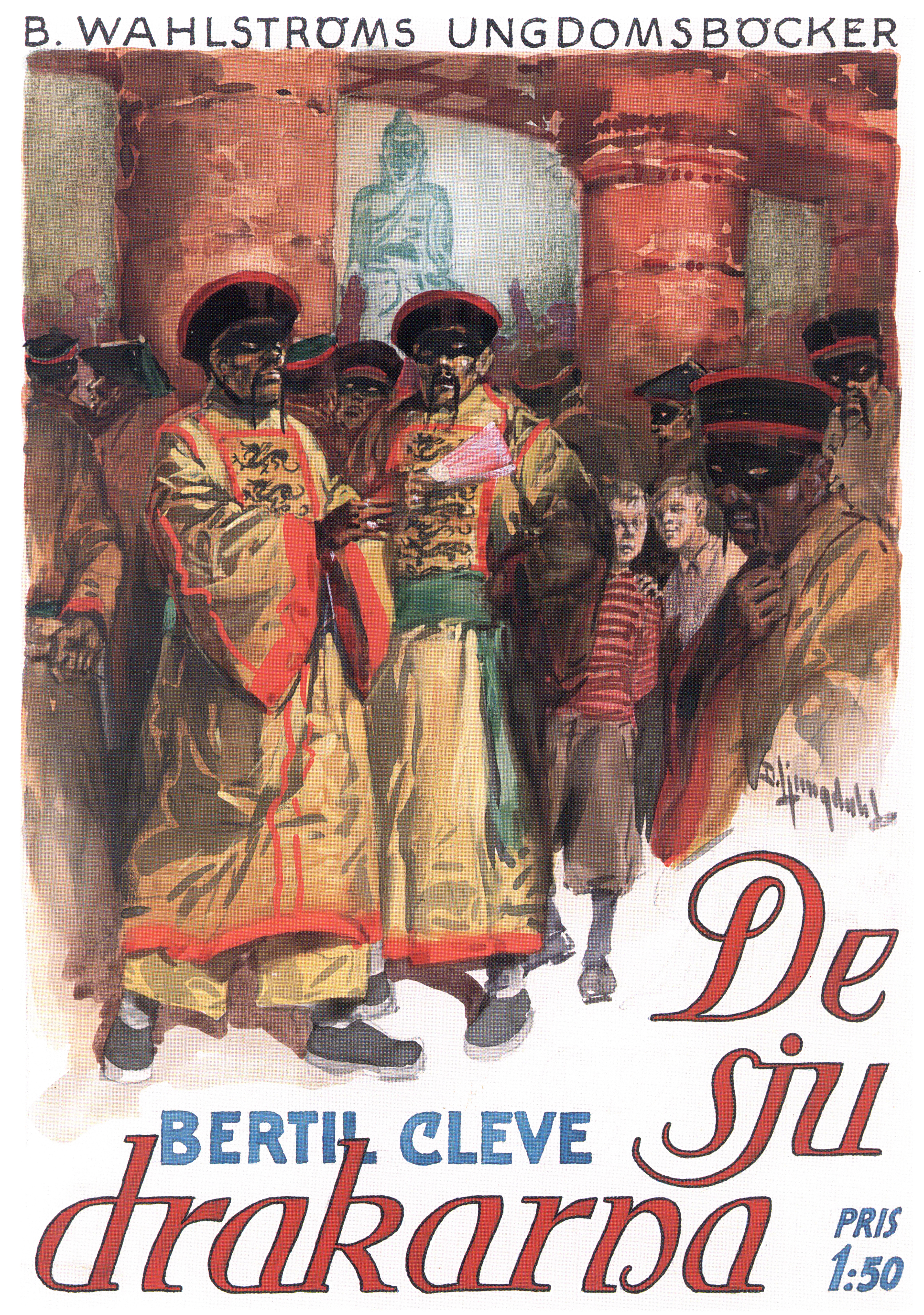
Bokomslag till De sju drakarna utfört av David Ljungdahl.

Bertil Fredrik Cleve, född 24 augusti 1907, död 4 november 1941, var en svensk författare av barn- och ungdomsböcker.
Han debuterade 1929 med Lejonbröderna, en äventyrsroman från 1870-talets Vilda västern. De flesta av hans romaner har historiskt motiv, men med Resan till Mars (1939) blev han även science fiction-författare.
Cleve ligger begravd på Hedemora kyrkogård.